# Прогулки с пещерным человеком
«Прогулки с пещерным человеком» — научно-популярный сериал канала BBC, рассказывающий о жизни доисторических людей. Входит в цикл научно-популярных сериалов наряду с «Прогулки с динозаврами» и «Прогулки с чудовищами». Состоит из четырёх серий (при показе в США — две серии). Отличительная особенность — первобытных предков человека изображают загримированные актёры, количество компьютерных спецэффектов сведено к минимуму. Каждая серия имеет несложный сюжет, который иллюстрирует эволюционное развитие предков человека по современным представлениям. За поведением первобытных предков «наблюдает» современный исследователь — профессор Роберт Морис Уинстон, и комментирует происходящее.

## Сюжет

### Серия 1. «Первопредки»
Серия посвящена австралопитекам, жившим в Эфиопии более 3 млн лет назад. Их внешний облик реконструирован по останкам, найденным в 1974 г. Главная героиня серии — женская особь, получившая у антропологов имя «Люси». Старший самец группы австралопитеков погиб от зубов крокодила, после чего на них напала конкурирующая группа австралопитеков. В конце серии Люси погибает, но её старшая дочь кормит осиротевшего младшего брата, что показывает первые зачатки человеческой психологии у обезьянолюдей.
Показанные животные: австралопитек, анкилотерий, дейнотерий, черный орел.

### Серия 2. «Братья по крови»
Действие второй серии происходит в Восточной Африке 2 млн лет назад. В это время сосуществуют три биологических вида: парантроп Бойса, человек умелый и Homo rudolfensis. В фильме «человек умелый» показан как более приспособленный к выживанию, чем парантропы, поскольку они были вегетарианцами, а «человек умелый» уже был всеяден. Homo rudolfensis показаны эпизодически. Когда изменился климат, «человек умелый» перешёл к падальщичеству, питаясь, в том числе, костным мозгом, что изменило баланс питания и привило людям навыки социального поведения.

### Серия 3. «Первобытная семья»
Действие серии разворачивается в Южной Африке и Китае от 1,5 млн до 500 тысяч лет назад. Показан человек работающий — первое человеческое существо, освоившее охоту, в результате чего получило новые пищевые ресурсы. У них уже появляются настоящие семьи, хотя внутригрупповые конфликты ещё остры.
После переселения «человека работающего» в Азию, он постепенно превращается в человека прямоходящего и сталкивается с «Кинг-конгом» — гигантопитеком. В конце серии показано, как «человек работающий» осваивает огонь, и это первый шаг к освобождению от влияния окружающей среды.

### Серия 4. «Выжившие»
Действие серии происходит в Европе и Африке в период 200—150 тыс. лет до н. э. в начале последнего ледникового периода. Если в предыдущих сериях речь шла об эволюции физической, то в последней внимание уделено эволюции психики. В начале серии показана первобытная Британия, на территории которой жил гейдельбергский человек. Они показаны как сложившаяся в интеллектуальном плане формация людей, еще не имеющая идеи «жизни после смерти», поэтому они просто оставляют умерших сородичей на съедение животным и птицам.
Следующий эпизод показывает неандертальцев, охотящихся на мамонтов. Рассмотрен способ коллективной охоты. Охотники располагаются в засаде на краю откоса и подстерегают приближающееся стадо мамонтов, идущих по тропинке вдоль обрыва. Когда стадо появляется прямо под охотниками, те сообща сдвигают валун. Камень падает на одного из мамонтов и поражает его (это очень архаичное представление об охоте на мамонтов). У неандертальцев уже есть родственные чувства и способы коммуникации, но ещё не хватает воображения, а все силы уходят на выживание в ледяной пустыне.
В заключительных эпизодах фильма показаны первые Homo sapiens — а именно африканские бушмены. Показаны их уникальные изобретения для выживания в пустыне и добычи воды из пересохших источников. Утверждается, что в конце ледникового периода, когда уровень океана упал более чем на 100 м, почти все люди вымерли, осталась лишь единственная группа людей разумных, которым пришлось приобрести выдающиеся интеллектуальные качества, чтобы выжить. Именно они и породили современное человечество. Последние кадры показывают пещерное искусство, которое означает, что люди обрели абстрактное мышление и стали задумываться над вопросами существования и пытаться выражать их в символах.